# Nonochamus inexpectatus
Nonochamus inexpectatus là một loài bọ cánh cứng trong họ Cerambycidae.